# روز جهانی لبخند

روز جهانی لبخند (انگلیسی: World Smile Day)، در اولین جمعه ماه اکتبر هر سال جشن گرفته می‌شود.
ایده روز جهانی لبخند توسط هاروی بال، هنرمند تجاری اهل ووستر، ابداع و پایه‌ریزی شد. بال برای خلق صورتک خندان در ۱۹۶۳ میلادی، شناخته شده‌است.اولین روز جهانی لبخند در ۱۹۹۹ برگزار شد و سالانه برگزار می‌شود.